# Réseau Jacqui Lambie
Réseau Jacqui Lambie (en anglais : Jacqui Lambie Network, abrégé JLN) est un parti politique australien, fondé en mai 2015. Il porte le nom de sa fondatrice, la sénatrice de Tasmanie Jacqui Lambie (en), anciennement indépendante.

## Résultats électoraux

### Élections fédérales
| Année | Voix   | %    | Sièges | Rang | Gouvernement |
| ----- | ------ | ---- | ------ | ---- | ------------ |
| 2013  | 69 074 | 0,50 | 1 / 76 | 17e  | Crossbench   |
| 2016  | 31 393 | 0,21 | 1 / 76 | 28e  | Crossbench   |
| 2019  | 23 273 | 0,27 | 2 / 76 | 28e  | Crossbench   |
| 2022  | 31 203 | 0,21 | 2 / 76 | 11e  | Crossbench   |

### Élections législatives tasmaniennes
| Année | Voix   | %    | Sièges | Rang | Gouvernement        |
| ----- | ------ | ---- | ------ | ---- | ------------------- |
| 2018  | 10 579 | 3,16 | 0 / 76 | 4e   | Extra-parlementaire |
| 2024  | 23 260 | 6,67 | 3 / 35 | 4e   | En attente          |